# Yuexi (Liangshan)

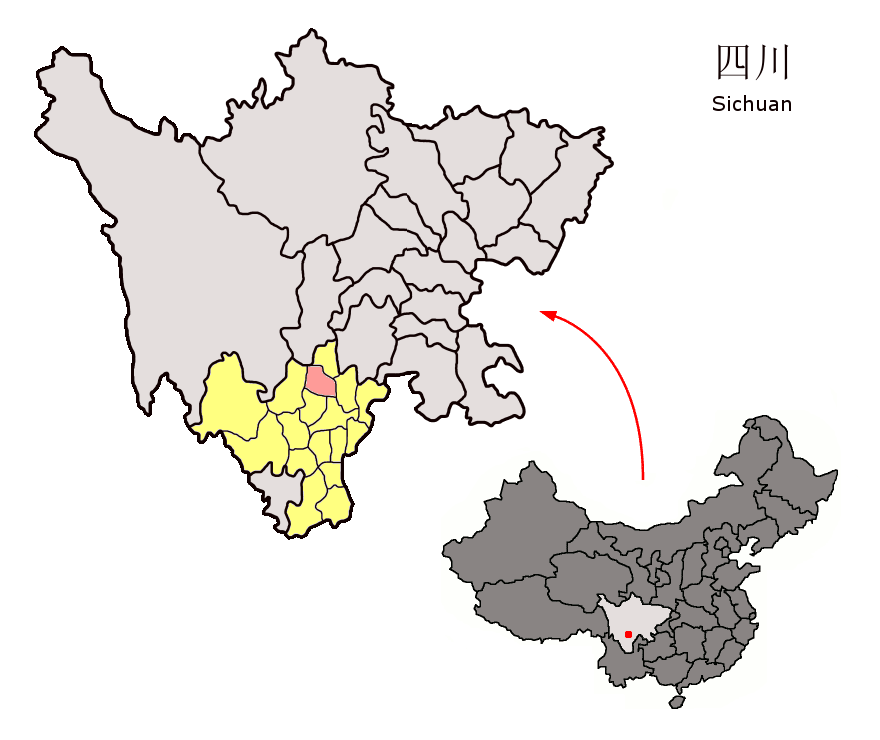
Lage des Kreises Yuexi (rosa) in der Provinz Sichuan.

Der Kreis Yuexi (chinesisch 越西县, Pinyin Yuèxī Xiàn) ist ein Kreis im Norden des Autonomen Bezirks Liangshan der Yi im Süden der chinesischen Provinz Sichuan. Sein Hauptort ist die Großgemeinde Yuecheng (越城镇). Er hat eine Fläche von 2.271 km² und zählt 301.865 Einwohner (Stand: Zensus 2020).

## Administrative Gliederung
Auf Gemeindeebene setzt sich der Kreis aus fünf Großgemeinden und sechsunddreißig Gemeinden zusammen. 